# Фількенберг Ілля
Філкенбург, (Фількенберг) Ілля — український музикант , вихованець Харківського музикально-драматичного інституту, соліст Київської капели бандуристів. Вчився у Гната Хоткевича та Л. Гайдамаки. Знавець Харківського способу гри на бандурі. Лауреат Всесоюзного конкурсу виконавців на народних інструментів 1939 р.